# زبان پومرانی
زبان پومرانی (به لهستانی: pomorszczyzna یا język pomorski) زبان مرده پومرانی‌ها از شاخه لخی زبان‌های اسلاوی غربی و نیای زبان کاشوبی امروزی است.
در قرون وسطی، پومرانی نام زبان اسلاوهای پومرانی بود. امروزه این نام گاه به عنوان معادل زبان کاشوبی و گاه زبان مرده اسلووینسی به کار می‌رود. نام پومرانی یا po more در اسلاوی به معنای «کنار دریا» است.